# Plus Ultra (hidroavión)

Trayecto del viaje del Plus Ultra.

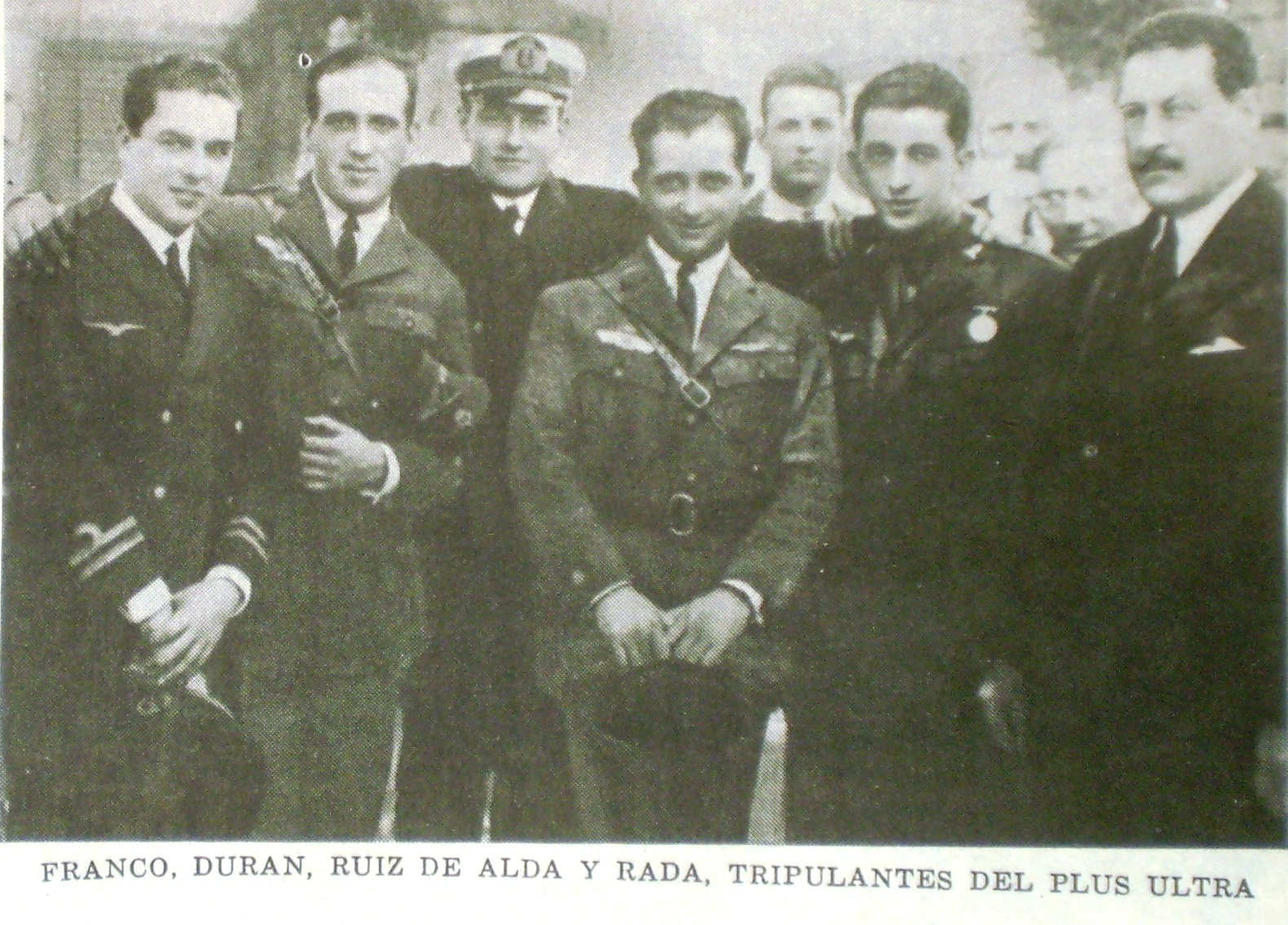
Tripulación del Plus Ultra.

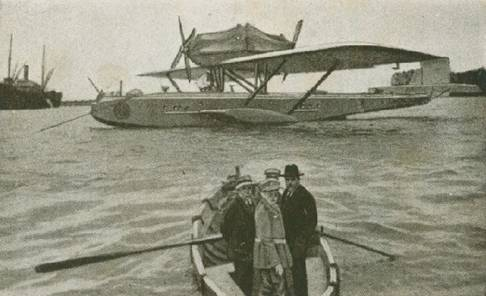
El Plus Ultra en el puerto de Palos de la Frontera (Huelva) antes de iniciar el vuelo.

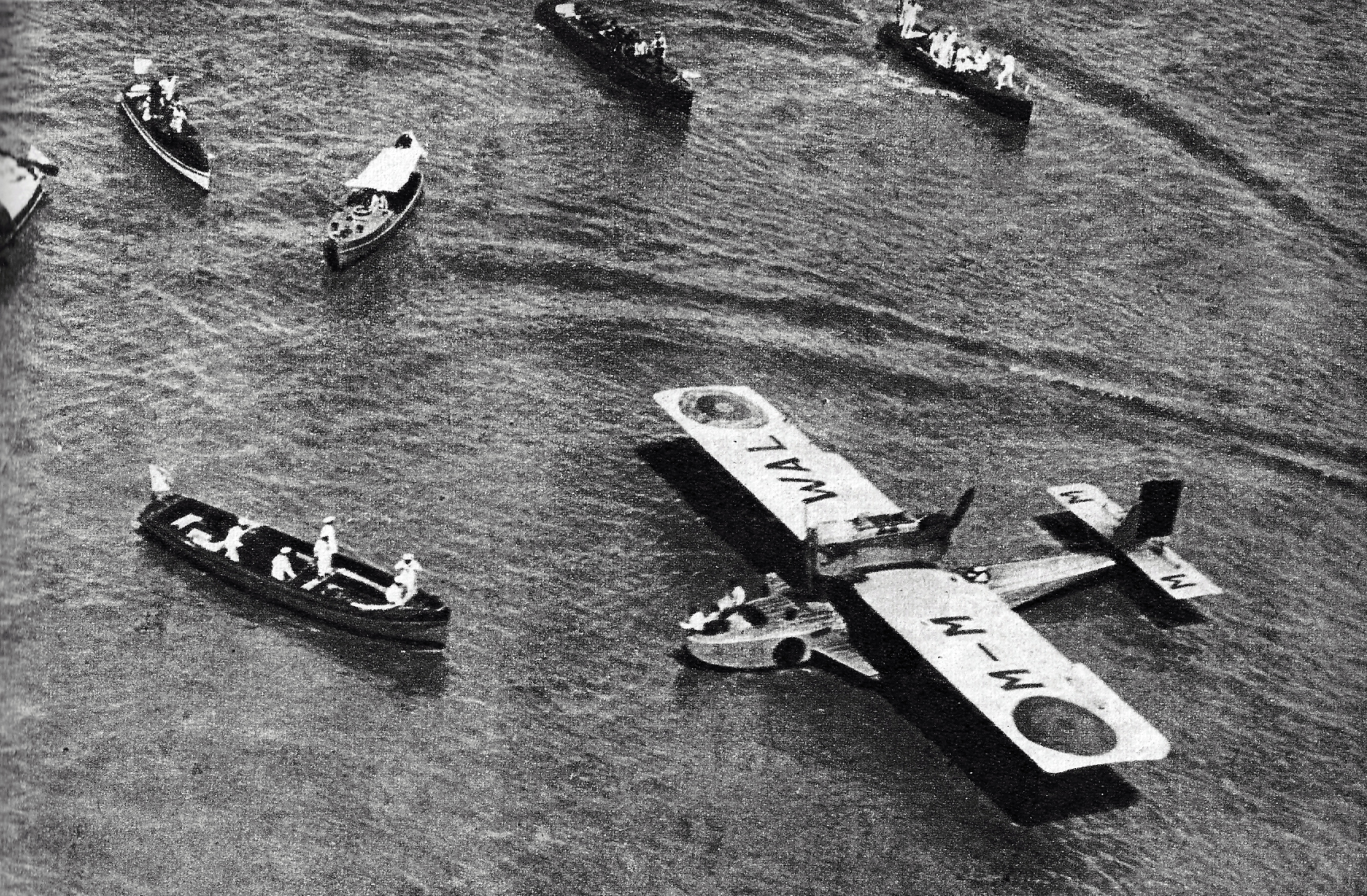
Amerizaje del Plus Ultra en el Río de la Plata, frente a Buenos Aires.

Plus Ultra (en latín: ‘Más allá’) fue el hidroavión matrícula M-MWAL, de la Aeronáutica Militar española (W-12) que realizó por primera vez un vuelo entre España y Sudamérica, partiendo el 22 de enero de 1926 del Muelle de la Calzadilla en Palos de la Frontera (Huelva) con destino Buenos Aires, adonde arribó el 10 de febrero de ese mismo año. El raid del Plus Ultra siguió aproximadamente la ruta empleada en 1922 por los oficiales aviadores de la marina portuguesa Sacadura Cabral y Carlos Viegas Gago Coutinho, en la primera travesía aérea del Atlántico sur (Lisboa-Río de Janeiro), para la que necesitaron de tres hidroaviones debido a las averías mecánicas.
Los cuatro tripulantes del hidroavión fueron el comandante Ramón Franco, el capitán Julio Ruiz de Alda, el teniente de navío Juan Manuel Durán y el sargento mecánico Pablo Rada, todos ellos españoles.

## Especificaciones
El Dornier Do J Walestá considerado como el avión más importante diseñado por Dornier a principios de la década de 1920. El amplio casco de doble rediente, totalmente metálico, incorporaba flotadores de sección aerodinámica para darle mayor estabilidad en el agua. El costo del aparato, al que se añade instrumentos de navegación, repuestos, combustible y gastos de dietas, fue de 415.132 pesetas.
La planta motriz consistía en dos motores Napier «Lion» de 450 CV, en tándem sobre la sección central del ala, que accionaba una hélice tractora y otra impulsora. El piloto y el copiloto estaban sentados lado a lado, al descubierto, teniendo detrás de ellos la radio.
- Envergadura: 22,5 m
- Longitud: 17,2 m
- Planta motriz: motor en W Napier Lion de 450 CV
- Superficie alar: 96 m²
- Combustible: 4000 l
- Carga útil: 5 tripulantes
- Peso máximo en despegue: 5700 kg
- Velocidad de crucero: desde 145 km/h con carga máxima hasta 180 km/h
- Alcance: 1350 millas.

## La expedición

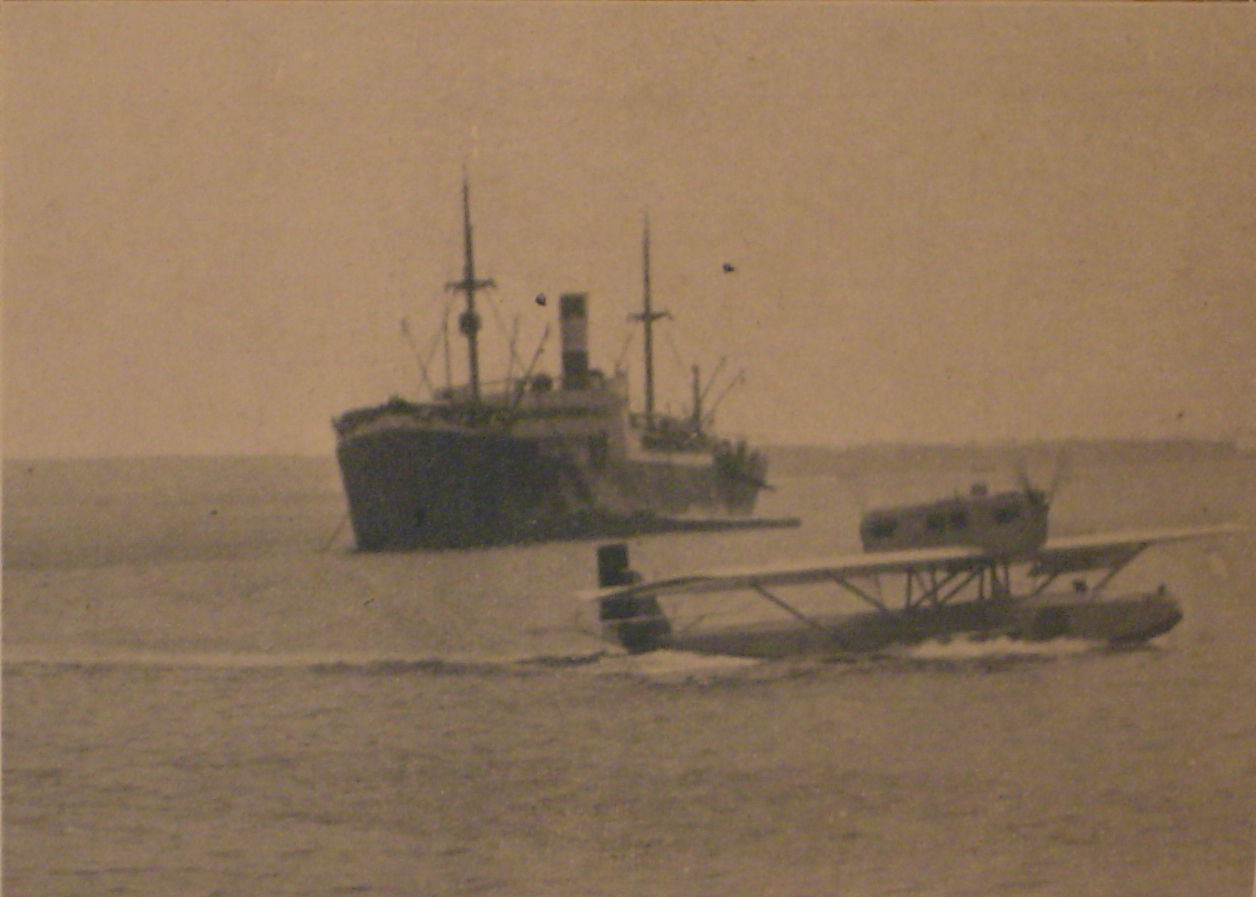
El hidroavión partiendo de Montevideo

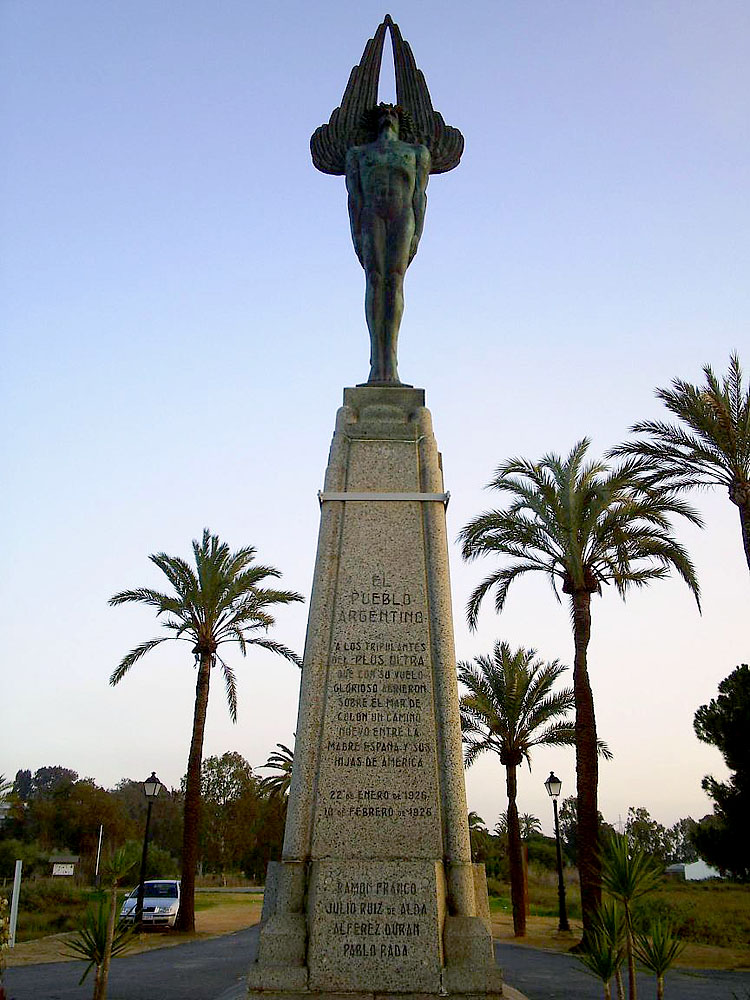
Monumento erigido en La Rábida, donado por Argentina y realizado por Agustín Riganelli

La primera etapa se inició en Palos de la Frontera (Huelva) en el muelle de la Calzadilla, elevándose el hidroavión frente a La Rábida en la desembocadura del río Tinto y terminó ocho horas más tarde, cuando —al atardecer— el hidroavión se posó en el puerto de la Luz, en la bahía de la ciudad de Las Palmas de Gran Canaria. Previo al despegue, el avión pasó por una etapa de pruebas, donde se descubrió la existencia de un polizón, el periodista cántabro Emilio Herrero Mazorra, en el trayecto Mar Menor - Palos de la Frontera.
El día 26, desde la bahía de Gando, en el municipio de Telde (Las Palmas), costa oriental de la isla, despegó el Plus Ultra rumbo a Praia, en la Santiago (Islas de Cabo Verde), final de la segunda etapa, la cual duró nueve horas con cincuenta minutos. En Praia fue necesario reducir al límite la carga del avión, quedando en tierra el alférez de navío Juan Manuel Durán González.
La siguiente etapa debía realizarse, de acuerdo a lo establecido, entre las Islas de Cabo Verde y Pernambuco; sin embargo, los fuertes vientos contrarios hicieron desviar de su ruta al Plus Ultra y lo forzaron a descender en la isla de Fernando de Noronha, lo que no estaba previsto. Al revisar los depósitos de combustible, se comprobó que los mismos estaban casi vacíos, por lo que fue necesario reabastecerlos. En esta etapa, se cubrieron 2.305 km sobre mar abierto. El radiogoniómetro, utilizado por primera vez en este tipo de vuelos, permitió a la aeronave mantenerse en la ruta correcta, sin desviaciones en la etapa más larga del recorrido.
El día 31 se salvaron los 540 km que separan las Islas Fernando de Noronha de la costa de Pernambuco, ya en tierra firme americana. Esta etapa no dejó de tener sus riesgos, pues cuando faltaban más de cien kilómetros, se rompió la hélice posterior y fue preciso arreglarla en pleno vuelo. Esto alargó en más de una hora el tiempo previsto para la travesía.
En Pernambuco la tripulación descansó para realizar reparaciones. El 4 de febrero, el Plus Ultra llegó a Río de Janeiro (Brasil) (2100 km) en doce horas y quince minutos. El recibimiento tributado a los aviadores fue entusiasta. El día 9, arribaron a  Montevideo  y al día siguiente, Franco, Ruiz de Alda, Durán y Rada llegaron a Buenos Aires aclamados por una multitud.
La llegada de los aviadores españoles se recordará durante mucho tiempo en Argentina, Fue un hecho trascendente para los países rioplatenses y para España; exaltado como una gran hazaña por los periódicos de todo el mundo.

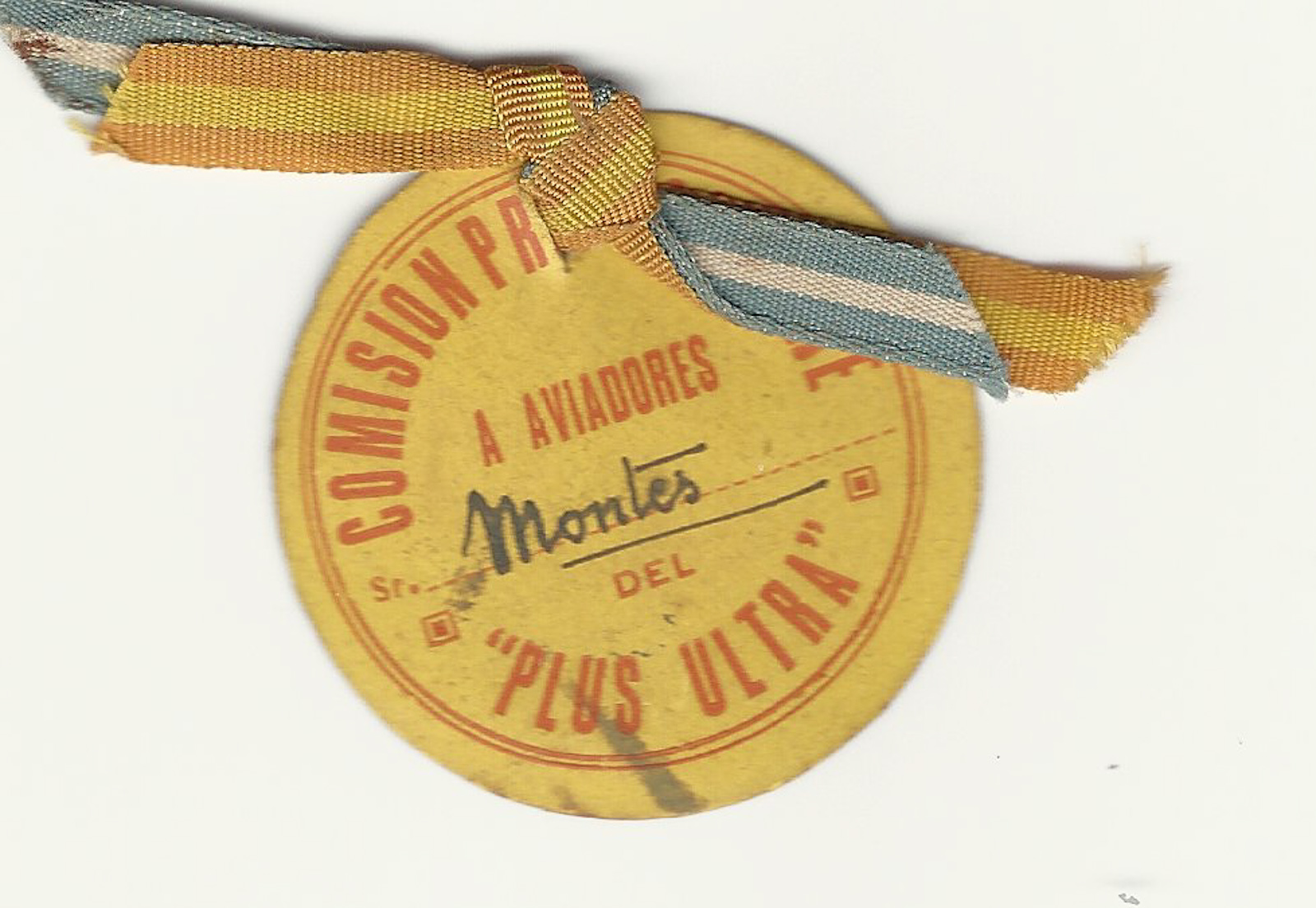
Medalla de cartón otorgada a los miembros registrados en el Comité de Bienvenida en la ciudad de Rosario

 El vuelo que, desde el punto de vista técnico fue un éxito rotundo, tuvo un recorrido de 10270 km en 59 h y 30 min (a una velocidad promedio de 172 km/h) repartidos en las siguientes etapas:

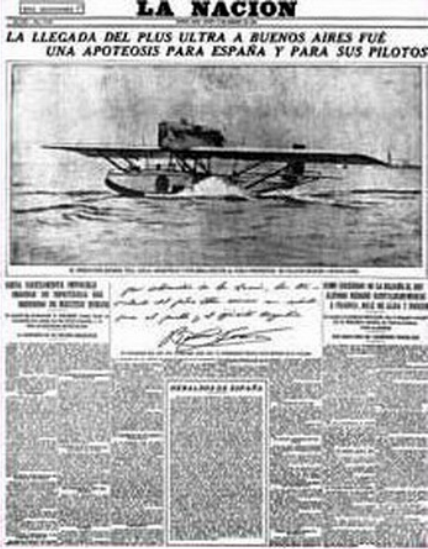
Portada del diario La Nación de Buenos Aires del día siguiente a la llegada del Plus Ultra.

- Palos de la Frontera-Las Palmas (1300 km)
- Las Palmas-Porto Praia (1745 km)
- Porto Praia- Fernando de Noronha  (2305 km)
- Fernando de Noronha -Pernambuco (540 km)
- Pernambuco-Río de Janeiro (2100 km)
- Río de Janeiro-Montevideo (2060 km)
- Montevideo-Buenos Aires (220 km)

De vuelta en España el 5 de abril, el rey Alfonso XIII recibe en Palos de la Frontera a la tripulación con una serie de actos entre los que destacan un Te Deum de acción de gracias en la parroquia San Jorge mártir, con un posterior discurso pronunciado por Manuel Siurot dedicado al monarca y los aviadores. Al finalizar dicho acto se desplazaron al ayuntamiento palermo donde realizaron la visita oficial y, en la plaza frente al mismo, el Comandante Franco descubrió una placa que da su nombre a dicha plaza. Más tarde se dirigieron a La Rábida donde tuvo lugar una sesión extraordinaria de la Real Sociedad Colombina y, finalmente, se dirigieron a Huelva capital siendo recibidos en su Ayuntamiento donde, a Ramón Franco, se le nombró hijo adoptivo de la ciudad; más tarde, en la Plaza de las Monjas, se les hizo entrega, a los aviadores, de unas medallas conmemorativas realizadas por suscripción popular. Inmediatamente después, en la misma plaza, una comisión de obreros de Huelva y su provincia, hizo entrega al mecánico Pablo Rada del martillo de oro que los obreros de Huelva le regalaban como testimonio de su admiración. 
Por su parte, Argentina regaló a España la conocida figura del Ícaro, que hoy se exhibe junto al Muelle de la Reina, en la Rábida. A iniciativa del doctor Alvear, presidente de la nación, los argentinos aportaron el dinero necesario para realizar una escultura monumental homenajeando a los héroes de aquel vuelo fabuloso. La campaña estuvo coordinada por el diario La Nación, que también designó al escultor encargado de la obra, Agustín Riganelli (Buenos Aires 1890-1949).

## Donación a la Argentina

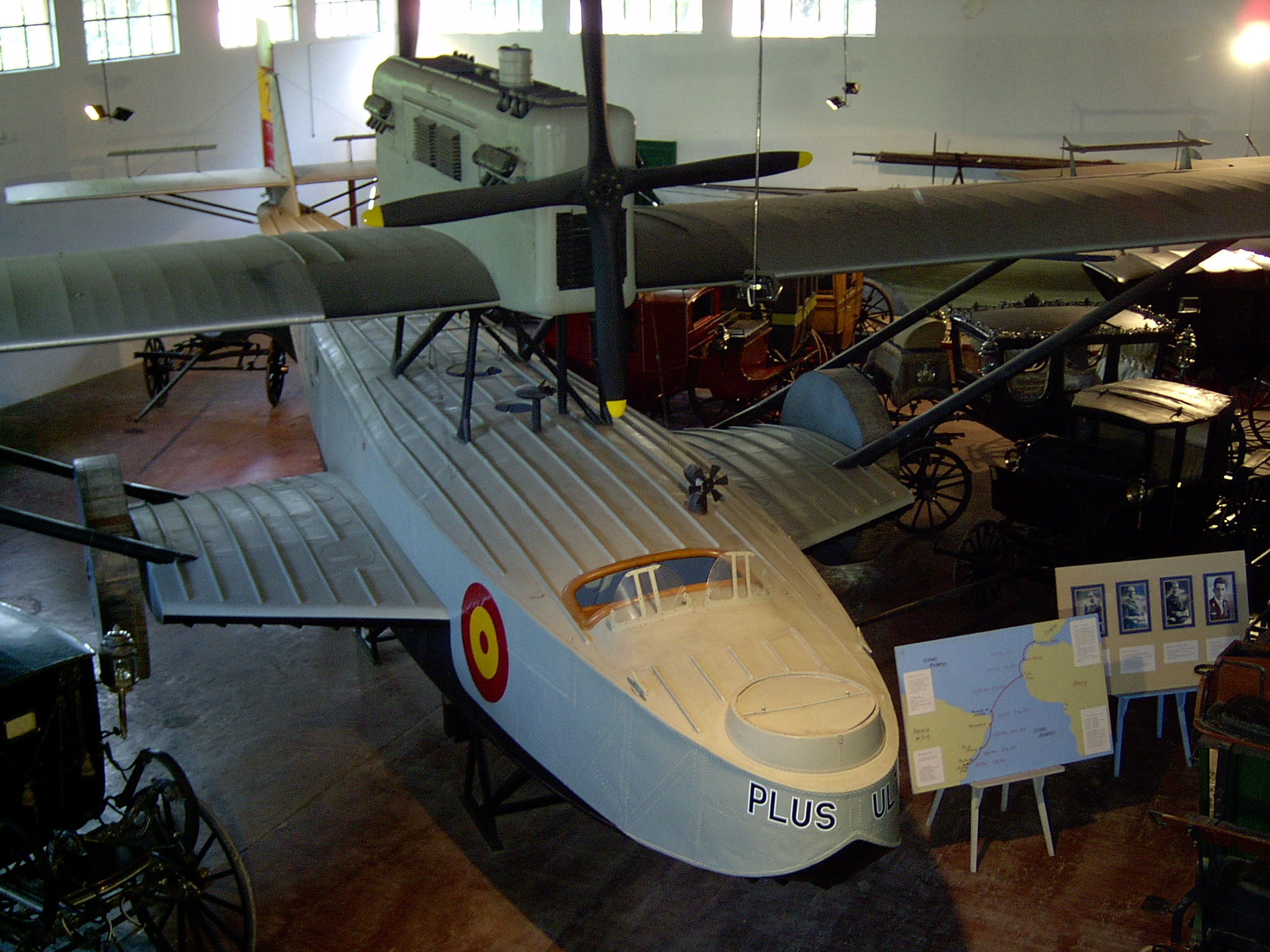
El Plus Ultra en el Museo de Luján (Argentina).

El rey de España Alfonso XIII donó el Plus Ultra a la Armada Argentina, donde sirvió como avión correo hasta ser más tarde retirado del servicio. Actualmente se exhibe en el Complejo Museográfico Provincial «Enrique Udaondo» de la ciudad de Luján, Argentina. A fines de la década de los ochenta fue enviado a España para realizar una restauración general, con el objeto de reeditar la hazaña de 1926. Sin embargo, el estado general del Plus Ultra era tan malo que era necesaria una reconstrucción casi completa. Por ese motivo, se procedió a hacer una restauración general orientada a su exhibición en un museo. Una réplica está expuesta en el Museo del Aire de Madrid (aeródromo de Cuatro Vientos, en la Carretera Nacional N-V).

## Legado

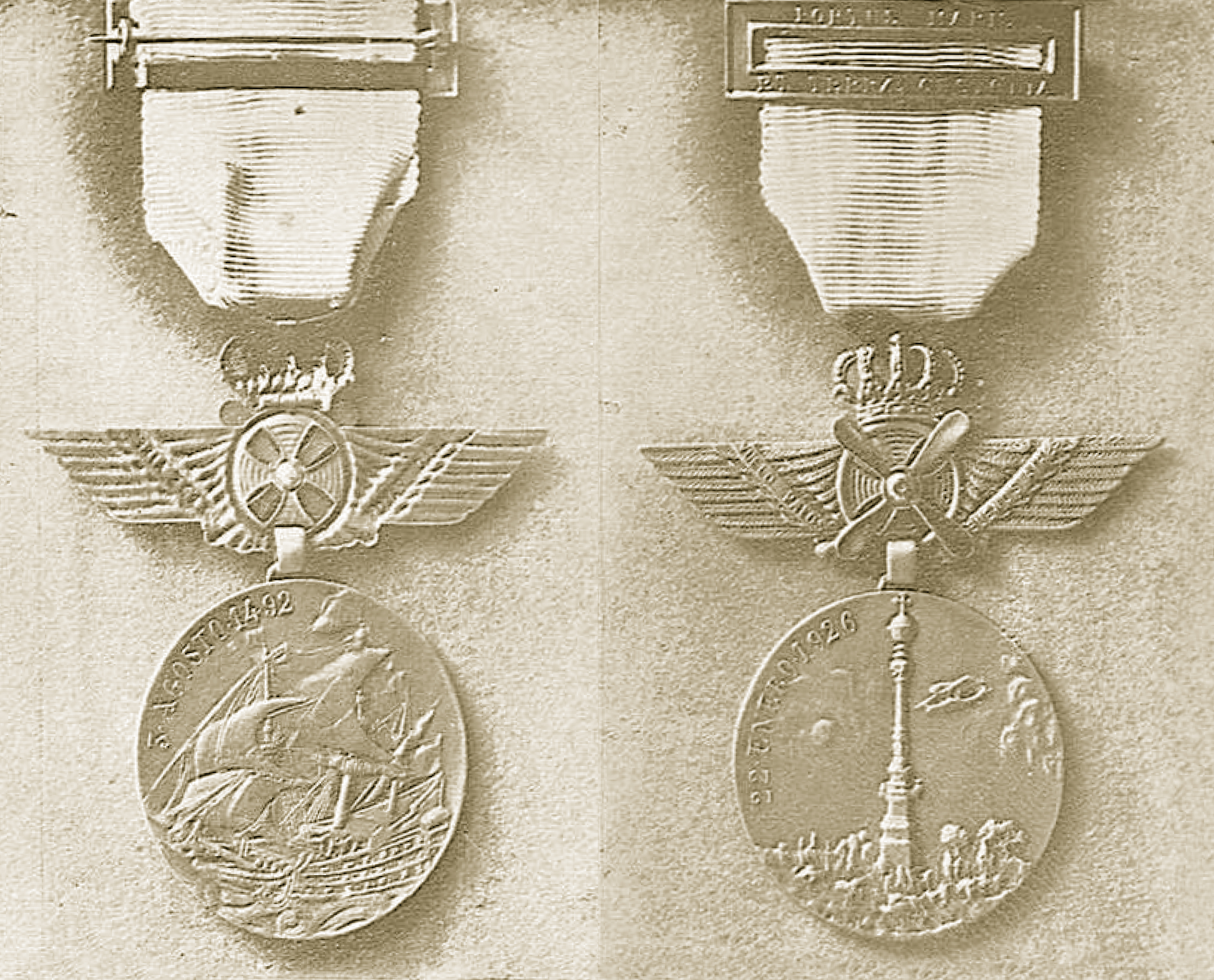
Medalla entregada por el Ayuntamiento de Huelva a los tripulantes del hidroavión.

Entre los testimonios del aquel vuelo, se cuenta el tango «La gloria del águila», escrito por dos españoles, (Enrique Nieto del Molino y Martín Monserrat Guillemat) y grabado en Barcelona el 14 de enero de 1928 por Carlos Gardel en homenaje al Plus Ultra:

El rey del aire, tendió sus alas

Y fue radiando como el sol que al mundo baña,
Con la proeza de cuatro hispanos
Que son un timbre más de gloria para España.
Salió el “Plus Ultra” con raudo vuelo
Mirando al cielo, rumbo a la ciudad del Plata,
El orbe entero se ha estremecido
El entusiasmo en todas partes se desata.

Desde Palos, el águila vuela
Y a Colón, con su gran carabela,
Nos recuerda con tal emoción
La hazaña que agita todo el corazón.
Franco y Durán, Ruiz de Alda, los geniales,
Los tres con Rada, son inmortales,
Los españoles van con razón cantando
Al ver al galardón de su nación.

Y cantarán con todas las naciones
Entrelazando los corazones,
Y en tal clamor surge un tango argentino
Que dice a España, Madre Patria de mi amor.
Cruzó Las Palmas y Porto Praia,
Glorioso llega en Fernando de Noronha,
Prosigue el vuelo y en Pernambuco
Ya con su raid al mundo da impresión más honda.

En Rio de Janeiro, Montevideo
Suenan campanas pregonando la victoria,
Y en Buenos Aires, la hija querida
Al fin se cubren ahí los valientes, ya de gloria.
Dos países en un noble lazo
Con el alma se dan un abrazo,
Es la madre que va a visitar los hijos

Que viven en otro hogar.
Letra: Enrique Nieto de Molina

Música: Martín Montserrat Guillemet